# Ortigosa
Ortigosa is een plaats (freguesia) in de Portugese gemeente Leiria en telt 1802 inwoners (2001).